# Ilagan

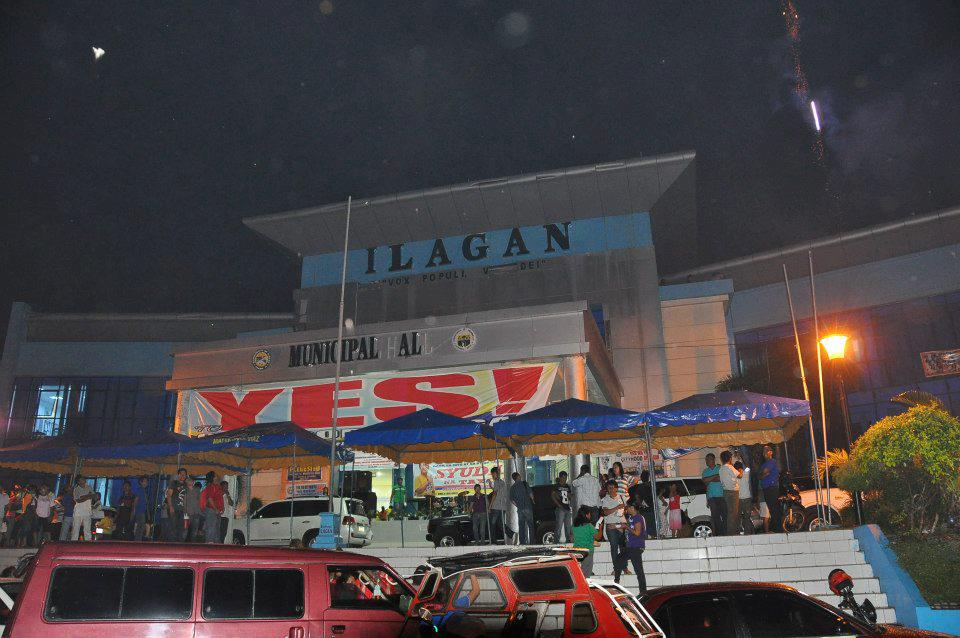
Hôtel de ville d'Ilagan

Ilagan est une ville de 1re classe, capitale de la province d'Isabela aux Philippines. Selon le recensement de 2015 elle est peuplée de 342 618 habitants.

## Barangays
Ilagan est divisée en 91 barangays.
- Aggasian
- Alibagu
- Alinguigan 1
- Alinguigan 2
- Alinguigan 3
- Arusip
- Baculud
- Bagong Silang
- Bagumbayan
- Baligatan
- Ballacong
- Bangag
- Batong-Labang
- Bigao
- Cabannungan 1
- Cabannungan 2
- Cabeseria 2
- Cabeseria 3
- Cabeseria 4
- Cabeseria 5
- Cabeseria 6 & 24
- Cabeseria 7
- Cabeseria 8
- Cabeseria 9 & 11
- Cabeseria 10
- Cabeseria 14 & 16
- Cabeseria 17 & 21
- Cabeseria 19
- Cabeseria 22
- Cabeseria 23
- Cabeseria 25
- Cabeseria 27
- Cadu
- Carikkikan Norte
- Carikkikan Sur
- Calamagui 1
- Calamagui 2
- Camunatan
- Capellan
- Capo
- Centro-San Antonio
- Centro Poblacion
- Fugu
- Fuyo
- Gayong-gayong Norte
- Gayong-gayong Sur
- Guinatan
- Imelda Bliss Village
- Lullutan
- Malalam
- Malasin
- Manaring
- Mangcuram
- Marana 1
- Marana 2
- Marana 3
- Minabang
- Morado
- Naguilian Nortel
- Naguilian Sur
- Namnama
- Nanaguan
- Osmeña
- Paliueg
- Pasa
- Pilar
- Quimalabasa
- Rang-ayan
- Rugao
- Salindingan
- San Andres
- San Felipe
- San Ignacio
- San Isidro
- San Juan
- San Lorenzo
- San Pablo
- San Rodrigo
- San Vicente
- Sta. Barbara
- Sta. Catalina
- Sta. Isabel Norte
- Sta. Isabel Sur
- Sta. Victoria
- Sto. Tomas
- Siffu
- Sindon Bayabo
- Sindon Maride
- Sipay
- Tangcul
- Villa Imelda

## Démographie
| Année | Habitants | Évolution |
| ----- | --------- | --------- |
| 1995  | 106 912   | -         |
| 2000  | 119 990   | 12,23 %   |
| 2007  | 131 243   | 9,38 %    |
| 2010  | 135 174   | 3,00 %    |
| 2011  | 152 496   | 12,81 %   |